# Juan Carlos Escalante
Juan Carlos Escalante (Buenos Aires, 1945); cursó Letras, es poeta, novelista y periodista.

## Periodista
Se desempeñó en:
- diario La Prensa;
- semanario El Informador Público
- Y en las radios nacionales Belgrano, Argentina, América, Bs. As. y Cultura.

## Actividad
- Fue secretario de la "Casa de la Provincia de Bs. As." y coordinador de "Cultura y Prensa del Gobierno de la Pcia de Bs. As.".
- Fue director cultural del Centro de Artes y Letras San Telmo.
- Coordinó talleres literarios de la Universidad Popular de La Boca, Gobierno de la Ciudad de Bs. As. y Municipalidad de Avellaneda.
- Presidió el jurado en los certámenes internacionales de prosa y poesía de la Intendencia de Berazategui, Club de Leones (Bs. As.) y del Centro Cultural Julio Cortázar del gobierno autónomo de Bs.As.
- Dio conferencias sobre Historia de la literatura argentina y Lenguaje literario en la Comisión Nacional Manzana de las Luces.
- Asistió a cursos dictados en la OEA sobre Defensa del patrimonio cultural.
- Su obra figura en el "Diccionario de poetas latinoamericanos - 2.ª Mitad del siglo XX", editado por la Universidad Autónoma de Madrid.
- Lugares En La Distancia fue invitada a la Feria Internacional del Libro de Frankfurt, Alemania - Octubre de 2009.
- Dirigió el ciclo de homenaje de los 200 años de la Revolución de Mayo -"Poetas del Bicentenario"- en Casa de la Lectura - Gob de la ciudad de Bs. As. - Mayo de 2012
- Su poema "Filo de Obsidiana" fue traducido al inglés y se publicó en Inglaterra en el libro Falklands War Poetry - Saxon books - Marzo de 2012.
- Poeta y Novelista invitado por la Univ. de Flores (anexo San Miguel)y la Universidad de Gral. Sarmiento en la Cátedra de "Estética" - Profesor Titular Dr. Roberto Andino - 2.º. Semestre año 2012.
- Recital "Sabanas de Poesía", participa con Marino Santa María en Ctro. Cultural Lanin-CABA
- En la actualidad da clases individuales y grupales (15) 6170-4676 de poesía, cuento y novela.

## Obras
- N.N. y las tres muertes -Cuentos- Milton, 1979.
- Cuando estuvo el silencio -Nouvelle- Corregidor), 1982.
- Cuerpo desierto -Poemas- Torres Agüero, 1986.
- Un rumor invisible -Poemas- Alpha Omega, 1989.
- Días en suspenso -Poemas- Litterae, 1994.
- Oscuro, frío y ayer' -Nouvelle- Corregidor, 1998.
- Laberintos en la otra luz -Poemas- Corregidor, 2001.
- Las cortezas del alba -Poemas- Corregidor, 2006.
- Lugares en la distancia, -Nouvelle- Corregidor, 2009.
- Las Formas del Papel, -Nouvelle- Corregidor, 2012.
- Palabras en blanco y negro, -Narrativa, Poemas y Fotografías- coautor: el fotógrafo Jorge Luis Campos, con el auspicio del Gobierno de la Ciudad Autónoma de Buenos Aires, presentado en La Noche de los Museos, 2014.
- "Territorios el límite de la cicatriz, Poesía y Micro-relatos, Sol del Sur 2015.
- "Viaje al Perfume de una Espina", Antología de novelas y poemas, Sol del Sur, 2016.
- "Lenguajes", Poesía, Sol del Sur, 2017.
- "Las horas más enteras", Poesía, Sol del Sur, 2021.

## Premios
- Fernán Félix de Amador de la Municipalidad de Luján a poemas de Un rumor invisible.
- Premio de la Fundación Mecenas 1999 a Oscuro, frío y ayer.

"El escritor Juan Carlos Escalante recibió el premio Mecenas por su libro Oscuro, frío y ayer (Corregidor). En los fundamentos de la distinción, se considera que la obra se puede estimar como la mejor 'nouvelle' de 1998, editada en la Argentina".
 Diario Clarín

- Premio Fundación Nuevo País 2002 a Laberintos en la otra luz.

"La Fundación Nuevo País otorgó el premio de poesía al escritor Juan Carlos Escalante por su libro Laberintos en la otra luz (Corregidor)".
 Diario La Nación

- Premio Enrique Banchs 2005, de Museo del Papel, a Las cortezas del alba.

"El Museo del papel otorgó el premio Enrique Banchs al escritor Juan Carlos Escalante por su poemario inédito Las cortezas del alba, que publicará Corregidor".
 Diario La Nación

## Críticas
" Cuando estuvo el silencio bordea la narración experimental y, en un todo exquisitamente elaborado, trasmuta las emociones -aun las más amargas– en un bello conjuro".
 Diario Clarín

" Oscuro, frío y ayer está elaborada en fragmentaciones; no hay en la nouvelle una sucesión de acontecimientos deliberados: ‘la vida no se da en sucesiones, sino en fragmentos’, decía Juan Rulfo y el autor mexicano adelantaba escenas del futuro para luego volver al relato propiamente dicho. El lenguaje que el autor utiliza es, por momentos, prestigioso. Con él logra climas auténticos y adecuados a tanta chatura externa. En ese sentido, el capítulo ‘Lola’ referido a la fuente de Lola Mora, es uno de los más logrados. Sólo cabría preguntarse sobre la legitimidad de ese lenguaje para plasmar una temática marginal. Con todo, Oscuro, frío y ayer logra interesar y hacer que la dicción conmueva como una realidad posible. De hecho, esos personajes son reconocibles, acorralados por la soledad de la que intentan trascender por medio del amor".
 Diario La Prensa

"Pese a su obra no demasiado caudalosa, Juan Carlos Escalante es un narrador que debe ser tomado en cuenta. Pocos autores argentinos, quizás ninguno, son capaces de manejar su prosa como lo hace el autor de Oscuro, frío y ayer. La engarza como un orfebre que inventa diseños distintos, la rodea y llena con una expresión donde la densidad, plena de sugerencias y alusiones, se da la mano con una significación atravesada por la compasión y el horror. El estilo irisado de Juan Carlos Escalante se realiza hasta las últimas posibilidades en una prosa que atraviesa la realidad inmediata y se yergue como obra de arte, como prodigio formal y, repetimos, nada semejante a lo que se suele leer en el mercado literario. Y todo el transcurso de esta novela, tan apretada, aparece como transido de una poesía que envuelve la peor realidad y la transforma en otra cosa, en lo que en verdad cuenta, que es la categoría estética. Frente a tanto barullo e hinchazón inútiles vale la pena rescatar, entonces, un producto literario bien hecho y mejor terminado, todavía".
 Rodolfo Modern

"Clara y Norberto son los protagonistas de esta novela, cuya construcción –en abismo, fragmentariamente– intenta recuperar el tiempo a través del espacio. Escalante maneja hábilmente el lenguaje y plantea un doble diálogo: con sus personajes principales y sus referentes (El Moncho) y con el lector, a partir de la intertextualidad de algunos pasajes y de la reflexión sobre la escritura. Sugerente, evocadora, Oscuro, frío y ayer es una historia que revela a un hábil narrador, consciente de la técnica y del lenguaje".
 Diario El Día

"Con un lenguaje preciso -no hay una palabra de más-, Escalante hace que Oscuro, frío y ayer sea un libro curioso y especial; donde, desde la primera palabra, se hace importante por el clima creado. Oscuro, frío y ayer me hizo acordar de Verano y humo de Tennessee Williams".
 María Granata

"En Las cortezas del alba, busca Escalante crear el misterio del sonido en la alteración del ritmo a que lleva la cancelación de un artículo, la unión de dos adjetivos sin aparente relación. Y lo consigue”.
 Diario La Prensa

"Juan Carlos Escalante acaba de publicar Lugares en la distancia, novela que ancla sentido sobre una búsqueda ligada al lenguaje, y sobrepasa la trivialidad de la información pura que supone el relato de una historia convencional.".
 Diario Perfil 

"Ya nadie escribe como Escalante. No es una cuestión de método ni de moda: Escalante escribe por encima del horizonte trivial de la información, justo en la línea precisa en que el acontecimiento y el lenguaje encuentran esa clave que no sé si es de entendimiento, que estrangula en la página un murmullo imprevisto, el que sabe justo qué pasa y dónde y cuándo y cómo, y no condesciende a explicarlo. Así se escribe cuando alguien ama las palabras y las amó antes, mientras, cuando las palabras no le tenían miedo al presente ni a la memoria. No es posible, me digo a veces, escribir como Escalante. La intensidad que extrae de sí mismo poco tiene que ver con los intentos penosos de: a) contar historia; b) hacerlo razonablemente. Nada razonable se cifra en lo que escribe Escalante. La sensatez no parece reconocer sus señas de identidad; no es el beneplácito lo que busca. ¿Qué es? Una especie de ámbito posible donde el predominio de lo que cambia, cambia continuamente de parecer. Y a veces acepta lo que se le ofrece, pero muchas veces no. Busca, obliga, tienta y niega. Lo establecido es el reino de estas -como le gustaría a Spencer- mutabilidades. Lo establecido, sí, lo permanente. Y jugando en el tiempo con esas nociones, Escalante nos ofrece espacio y logos. Un refugio contra las penurias que siguen dando vueltas, tratando de filtrarse, tratando de instalar cercos de confianza y conveniencia que se espantan ante la sola mención de lo que Escalante escribe, respira, arroja".
 Luis Chitarroni

Nouvelle, Editorial Corregidor, 94 páginas. Edición 2009.

Martes 9 de junio de 2009

Cada tanto, caen en nuestras manos gemas exóticas al circuito industrial que merecen ser promocionadas. Este es el caso. El señor Juan Carlos Escalante ha tallado, con pasión y habilidad de orfebre, una intensa nouvelle, que explota los bellos recursos de la poesía. 
Lo primero que sorprende del volumen son los elogios que Luis Chitarroni prodiga en la contratapa. ¿Qué tenemos aquí?, uno se pregunta. La lectura no tarda en maravillarse. Parece un libro de cuentos, pero tiene el aliento de la novela. Las páginas avaras narran la historia amarga de una mujer que nació en las islas del Delta. El agua tragó a su madre; su tosco padre la deshonró al llegar a la edad de merecer; más aún, la inició en algo que no siendo una vocación se convirtió en su naturaleza. Rosa-Nadja fue prostituta por necesidad pero nunca dejó de soñar con una galán de zapatos blancos. Su relato nos sume en la tristeza. Casi siempre hay desesperación tras los ojos de una mujer que entrega, a cambio de una suma de dinero, “el tibio promiscuo del calvo amuleto triangular”.
El libro vale por su estilo. Sólo el título es feo. Como notó Chitarrori, ya nadie escribe como Escalante. No es para perezosos: el goce, como en toda lírica, exige de las relecturas, aquí párrafo por párrafo. Es una literatura para saborear. Hay magníficas descripciones, rupturas sintácticas y semánticas, denuncias airadas que resultan encantadoras, aunque no vengan a cuento. Copiamos una (imaginamos para qué gallinero es el palo): “La feligresía de la pantalla hace imprimir una performance de 400 páginas con problemas fáciles o inútiles y sin riesgos estéticos; narrativa cómoda, inofensiva, conformista, deshilvanada y llena de lugares comunes con menos de diez palabras por oración. La comunidad digital quiere publicar antes de escribir, ignora el depósito del tiempo en el lenguaje y que edad debe tener un libro antes de nacer”.

Guillermo Belcore

Una versión más breve de esta reseña se publicó en los suplementos de Cultura de La Prensa y La Capital de Mar del Plata.
"Fuente: LaBibliotecaDeAsterion.blogspot.com"
LUGARES EN LA DISTANCIA
Juan Carlos Escalante - Ediciones Corregidor - Buenos Aires, 2009

Lunes 9 de noviembre de 2009

"En este texto Juan Carlos Escalante nos narra, desde la última etapa de la vida del personaje, la historia de Rosa. Su vida, “aparentemente” gris e insignificante, se agiganta con las profundas dimensiones que nos revela el autor y la historia deviene en atrayente e interesante. En concordancia, es el discurso poético del narrador lo que valoriza el devenir diacrónico. Esta prosa poética, que nos atrae como el canto de las sirenas a Eneas, no es, paradójicamente, “un canto de sirenas” sino que está cargada de sentido. 
La narrativa de Juan Carlos Escalante, si bien nos subyuga y embelesa nos descubre una visión crítica o descarnada de la sociedad actual urbana, cuando dice de las personas indigentes, con una metáfora perfecta, “son los que lloran sin ruido” 
Esta nouvelle, escrita con intensidad y poesía nos invita a reflexionar acerca de los enigmas y misterios del otro, ése, que no es inexistente, está allí, con toda su condición humana; sólo es cuestión de saber mirar. (C.0.)".
 Comentario realizado en el periódico Desde Boedo

Lunes 12 de julio de 2009

"Juan Carlos Escalante acaba de publicar "Lugares en la distancia", novela que ancla sentido sobre una búsqueda ligada al lenguaje, y sobrepasa la trivialidad de la información pura que supone el relato de una historia convencional.".

Corregidor Fuente: Diario Perfil-Suplemento Cultura-Novedades/Libros.